# زیارتگاه بانو پارس
زیارتگاه بانو پارس یک زیارتگاه زرتشتی‌ست واقع در جنوب عقدای استان یزد. قدمت دقیق این زیارگاه نامشخص است اما طبق نوشته‌های سنگی که در سمت چپ ورودی بنا قرار دارد در دورهٔ صفویه برقرار بوده‌است. بنا در سال ۱۲۷۲ در دورهٔ ناصرالدین‌شاه قاجار به همت مهروانجی بن فرامجی پاندی هندوستانی تعمیر شد.
طبق یک افسانه این بنا به همسر یزدگرد سوم منصوب شده‌است. به گمان مری بویس زیارتگاه بانو پارس به آناهید، ایزدبانوی آب، تعلق دارد.